# Kwaku Bonsu Osei
Kwaku Bonsu Osei (17 agosto 2000) è un calciatore ghanese, attaccante dello Spartak Subotica.

## Caratteristiche tecniche
È un'ala destra.

## Carriera
Cresciuto nel Bechem Utd, nel febbraio 2019 approda in Europa fra le file degli slovacchi del Senica; dopo un periodo iniziale con la formazione Under-19, debutta in prima squadra l'8 dicembre giocando da titolare l'incontro di Superliga perso 2-1 contro lo Žilina, dove realizza anche la prima rete in carriera. Nel gennaio seguente si trasferisce in Venezuela al Caracas.

## Statistiche
Statistiche aggiornate all'11 marzo 2021.

### Presenze e reti nei club
| Stagione        | Squadra         | Campionato      | Campionato | Campionato | Coppe nazionali | Coppe nazionali | Coppe nazionali | Coppe continentali | Coppe continentali | Coppe continentali | Altre coppe | Altre coppe | Altre coppe | Totale | Totale | Totale |
| Stagione        | Squadra         | Comp            | Pres       | Reti       | Comp            | Pres            | Reti            | Comp               | Pres               | Reti               | Comp        | Pres        | Reti        | Pres   | Reti   |        |
| --------------- | --------------- | --------------- | ---------- | ---------- | --------------- | --------------- | --------------- | ------------------ | ------------------ | ------------------ | ----------- | ----------- | ----------- | ------ | ------ | ------ |
| 2019-2020       | Senica          | SL              | 1          | 1          | CS              | 0               | 0               |                    | -                  | -                  |             | -           | -           | 1      | 1      |        |
| 2020            | Caracas         | PD              | 14         | 4          | CV              | 0               | 0               | CL+CS              | 3+1                | 0                  |             | -           | -           | 18     | 4      |        |
| 2021            | Caracas         | PD              | 0          | 0          | CV              | 0               | 0               | CL                 | 3                  | 0                  |             | -           | -           | 3      | 0      |        |
| Totale carriera | Totale carriera | Totale carriera | 15         | 5          |                 | 0               | 0               |                    | 7                  | 0                  |             | -           | -           | 22     | 5      |        |